# Mistrzostwa Polski w Boksie 1935
12. Mistrzostwa Polski w boksie mężczyzn odbyły się w dniach 5-7 kwietnia 1935 roku w Poznaniu.

## Medaliści
| Kategoria:                    | Złoto:                              | Srebro:                             | Brąz:                                                                     |
| waga musza (do 50,8 kg)       | Edmund Sobkowiak (Warta Poznań)     | Antoni Czortek (Skoda Warszawa)     | Andrzej Szczurek (Wawel Kraków) Tadeusz Wieczorek (CWS Warszawa)          |
| waga kogucia (do 53,5 kg)     | Wincenty Wirski (Warta Poznań)      | Brunon Krzemiński (Gryf Toruń)      | Paweł Krasnopiórow (Ognisko Wilno) Zygmunt Małecki (Polonia Warszawa)     |
| waga piórkowa (do 57,2 kg)    | Aleksander Polus (Warszawianka)     | Mieczysław Forlański (Warszawianka) | Marian Misiorny (HCP Poznań) Jerzy Rudzki (Naprzód Lipiny)                |
| waga lekka (do 61,2 kg)       | Janisław Sipiński (Warta Poznań)    | Czesław Cyraniak (Warta Poznań)     | Zygmunt Bąkowski (Skoda Warszawa) Władysław Maj (Jagiellonia Białystok)   |
| waga półśrednia (do 66,7 kg)  | Oktawian Misiurewicz (Sokół Poznań) | Adam Seweryniak (Skoda Warszawa)    | Helmut Bieniek (Ruch Wielkie Hajduki) Jan Matiukow (Ognisko Wilno)        |
| waga średnia (do 72,6 kg)     | Witold Majchrzycki (Warta Poznań)   | Henryk Chmielewski (IKP Łódź)       | Walerian Karpiński (CWS Warszawa) Marian Lewandowski (Cuiavia Inowrocław) |
| waga półciężka (do 79,4 kg)   | Franciszek Szymura (Warta Poznań)   | Bernard Wesner (Gryf Toruń)         | Bolesław Leoniak (Pogoń Lwów) Teodor Wystrach (PKS Katowice)              |
| waga ciężka (powyżej 79,4 kg) | Stanisław Piłat (Warta Poznań)      | Józef Karpiński (Warta Poznań)      | Wilhelm Choma (Gedania Gdańsk) Piotr Mizerski (Legia Warszawa)            |